# 동원파이프
동원파이프 주식회사는 대한민국의 파이프 제조업체로, 동원금속의 자회사이다.

## 역사
- 2000년 2월: 회사 설립 (동원금속공업으로부터 분할 설립)[2]

## 사업장 현황

### 대구광역시, 경상북도
- 본사: 대구광역시 서구 북비산로6길 28
- 경산공장: 경상북도 경산시 북리1길 69 (진량읍)
- 진량공장: 경상북도 경산시 공단6로 125-20 (진량읍)
- 영천공장: 경상북도 영천시 화산공단길 27 (화산면)

### 충청남도
- 둔포공장: 충청남도 아산시 윤보선로 336번길 13 (둔포면)
- 아산공장: 충청남도 아산시 연암율금로 288-7 (음봉면)
- 천안공장: 충청남도 천안시 서북구 마정1길 48 (직산읍)

### 전북특별자치도
- 군산공장: 전북특별자치도 군산시 성산면 동군산로 136-3